# رام حزير
رام حزير قرية صغيرة تتبع ناحية القدموس في منطقة بانياس التابعة لمحافظة طرطوس.